# Clara Law
Clara Law Cheuk-yiu ( traditional Chino  羅卓瑤;  simplificado: 罗卓瑶; pinyin: Luó Zhuóyáo; Jyutping: lo4 coek3 jiu4) Macao, 29 de mayo de 1957) es una directora de cine que forma parte de la denominada  "segunda ola de Hong Kong". Actualmente reside en Australia.    Las películas de Law exploran temas relacionados con la migración y el exilio, incluida la lealtad, la familia, el amor y la nostalgia. Ha utilizado una variedad de estilos visuales y narrativos a lo largo de su obra para interrogar la dislocación cultural y su efecto sobre los individuos y las comunidades. 

## Biografía
Clara Law nació el 29 de mayo de 1957 en Macao.  A los 10 años se mudó a Hong Kong. Estudió Derecho en la Universidad de Hong Kong y se graduó con una licenciatura en Literatura Inglesa. En 1978 se unió a la Radio Televisión de Hong Kong como asistente de producción y dirección. Durante su estancia allí, trabajó en diversas especialidades relacionadas con la televisión, desde escribir guiones hasta dirigir. Entre 1978 y 1981 dirigió doce programas dramáticos para el canal de televisión. En 1982 comenzó a estudiar dirección cinematográfica y guion en la Escuela Nacional de Cine y Televisión de Inglaterra.  Ganó el Premio Placa de Plata en el Festival Internacional de Cine de Chicago en 1985 por su película de graduación They Say the Moon is Fuller Here . 

## Trayectoria profesional

### 1985–1994
En 1985 regresó a Hong Kong y empezó a  desarrollar su primer largometraje The Other Half and the Other Half, que se estrenó en 1988.   Desde entonces trabajó en Hong Kong con Eddie Fong en todos sus proyectos. En 1989 preparó su segunda película La reencarnación del loto dorado proyectada en el Festival de Cine de Toronto y estrenada comercialmente en Estados Unidos. Un año después estrenó su siguiente película, Farewell China que fue nominada al premio Golden Horse a la mejor dirección y al premio de cine de Hong Kong a la mejor dirección . Dirigió Fruit Punch en 1991, que fue una película comercial producida por un gran estudio cinematográfico de Hong Kong. En 1992 dirigió y produjo Luna de otoño . La película fue un éxito en el circuito de festivales de cine. Ganó el Leopardo de Oro en el Festival de Cine de Locarno en 1992, así como el Premio a la Mejor Película de la Asociación Europea de Teatros de Arte y el Premio Especial del Jurado Joven en Suiza y el Mejor Guion en Valencia (1994). También fue premiada en los festivales de cine de Bélgica y Portugal. Autumn Moon fue seleccionada para proyecciones oficiales en el Festival de Cine de Nueva York, así como en Sundance, Toronto, Londres, Rotterdam, Gotemburgo, Tesalónica, Nantes, San Francisco, Créteil, Dublín, Puerto Rico, Seattle, Jerusalén, Nueva Delhi, Wellington, Midnight Sun Finland, Río de Janeiro, Reykjavik, Gante, Múnich, Ankara, Sídney y Melbourne. En 1993 estrenó La tentación de un monje, una adaptación de una novela de Lillian Lee. Se rodó íntegramente en localizaciones del norte y noroeste de China. La película fue seleccionada para competir en el 50º Festival Internacional de Cine de Venecia . Ganó el Gran Premio en el Festival Internacional de Cine de Mujeres de Créteil en Francia en 1994. La película también fue seleccionada para proyecciones oficiales en los festivales de cine de Toronto, Sundance, Rotterdam y Brisbane, y como película de clausura en el Festival de Cine de Los Ángeles. En 1994, Law terminó un segmento de la película Erotique llamado Wonton Soup. Más tarde ese año, ella y Eddie Fong se mudaron a Australia. 

### 1994 – presente
Se trasladó a Australia con Eddie Fong en 1994. La primera película de la pareja después de mudarse a Australia es Floating Life, finalizada en 1996. El trabajo ganó el Premio Leopardo de Plata en el Festival de Cine de Locarno en 1996. También ganó el Gran Premio de Asturias y la Mejor Dirección en el Festival Internacional de Cine de Gijón en España, así como el Gran Premio en el Festival Internacional de Cine de Mujeres de Créteil en Francia. Por otro lado recibió tres nominaciones en los Premios del Instituto de Cine Australiano, incluyendo Mejor Logro en Dirección y Mejor Guion Original, así como nueve nominaciones en los Premios Taipei Golden Horse, incluyendo Mejor Película, Mejor Director y Mejor Guion Original . Floating Life también fue la candidata oficial de Australia a Mejor Película en Lengua Extranjera en los 69º Premios de la Academia (1997). La película también se proyectó en los festivales de cine de Sídney, Melbourne, Londres, Rotterdam, Hof, Estocolmo, Toronto y Hawái. La Diosa de 1967, filmada en el interior de Australia y Tokio, se estrenó en 2000. Fue a competición en el Festival de Cine de Venecia en 2000, donde Rose Byrne ganó el premio a Mejor Actriz. Además, Clara Law fue nominada al León de Oro en Venecia. La película también ganó el Premio al Mejor Director en el Festival Internacional de Cine de Chicago, el Premio al Mejor Director en el Festival de Cine de Arte de Teplice en Eslovaquia y el Premio de la Crítica FIPRESCI a la Mejor Película en el Festival de Cine de Tromsø en Noruega. La película también fue seleccionada para proyecciones oficiales en los festivales de cine de Toronto, Londre, Pusan, Hof, Vancouver, Hawaii, Taipei, Rotterdam, Jerusalén, Karlovy Vary y Oslo. 
Dirigió su primer documental digital en 2004, llamado Letters to Ali, con Eddie Fong, quien coprodujo, editó y filmó la película. La película fue seleccionada para competir en el Festival de Cine de Venecia y para proyecciones oficiales en los festivales de cine de Toronto, Pusan, Gotemburgo y Melbourne. Completó Like a Dream en 2009. Esta película marcó su regreso a Asia. La película recibió nueve nominaciones en los 46º Premios Golden Horse . También inauguró el Festival Internacional de Cine de Hong Kong de 2010. En 2010, Law realizó un cortometraje, Red Earth, encargado por el Festival Internacional de Cine de Hong Kong. El corto fue seleccionado en la sección Orizzonti del 67º Festival Internacional de Cine de Venecia . 

## Filmografía
| Año  | Título                                    | Notas                               |
| ---- | ----------------------------------------- | ----------------------------------- |
| 2020 | Drifting Petals                           |                                     |
| 2015 | The Unbearable Lightness of Inspector Fan | También conocida como Shanghai Noir |
| 2010 | Red Earth                                 | Corto                               |
| 2009 | Like a Dream                              |                                     |
| 2004 | Letters to Ali                            | Documental                          |
| 2000 | The Goddess of 1967                       | [ 13 ] [ 14 ] [ 15 ]                |
| 1996 | Floating Life                             | [ 16 ]                              |
| 1994 | Wonton Soup                               |                                     |
| 1993 | Temptation of a Monk                      | [ 17 ]                              |
| 1992 | Autumn Moon                               | [ 18 ] [ 19 ]                       |
| 1991 | Fruit Punch                               |                                     |
| 1990 | Farewell China                            |                                     |
| 1989 | The Reincarnation of the Golden Lotus     | [ 20 ] [ 21 ]                       |
| 1988 | The Other Half and the Other Half         |                                     |
| 1981 | Faces and Places                          |                                     |
| 1980 | Police Drama                              |                                     |
| 1977 | Below the Lion Rock                       |                                     |

## Premios y nominaciones
| Premio                                               | Año  | Categoría                                                 | Película                         | Result   | Ref.   |
| ---------------------------------------------------- | ---- | --------------------------------------------------------- | -------------------------------- | -------- | ------ |
| International Film Festival Rotterdam                | 2022 | Big Screen Competition                                    | Drifting Petals                  | Nominada | [ 22 ] |
| Taipei Golden Horse Awards                           | 2021 | Mejor Directora                                           | Drifting Petals                  | Ganadora | [ 23 ] |
| Taipei Golden Horse Awards                           | 2009 | Mejor Narrative Feature                                   | Like a Dream                     | Nominada | [ 24 ] |
| Taipei Golden Horse Awards                           | 2009 | Mejor Directora                                           | Like a Dream                     | Nominada | [ 24 ] |
| Taipei Golden Horse Awards                           | 2009 | Mejor Guion Original                                      | Like a Dream                     | Nominada | [ 24 ] |
| Tromsø International Film Festival                   | 2001 | FIPRESCI Prize                                            | The Goddess of 1967              | Ganadora | [ 25 ] |
| IFF Art Film                                         | 2001 | Golden Key por la Mejor Dirección                         | The Goddess of 1967              | Ganadora | [ 26 ] |
| Venice Film Festival                                 | 2000 | León de Oro                                               | The Goddess of 1967              | Nominada | [ 27 ] |
| Chicago International Film Festival                  | 2000 | Silver Hugo por Mejor Dirección                           | The Goddess of 1967              | Ganadora | [ 28 ] |
| Créteil International Women's Film Festival          | 1997 | Grand Prix                                                | Floating Life                    | Ganadora | [ 29 ] |
| Taipei Golden Horse Awards                           | 1996 | Mejor Dirección                                           | Floating Life                    | Nominada | [ 30 ] |
| Taipei Golden Horse Awards                           | 1996 | Mejor Guion Original                                      | Floating Life                    | Nominada | [ 30 ] |
| Festival Internacional de Cine de Gijón              | 1996 | Gran Premio Asturias                                      | Floating Life                    | Ganadora | [ 31 ] |
| Festival Internacional de Cine de Gijón              | 1996 | Mejor Dirección                                           | Floating Life                    | Ganadora | [ 31 ] |
| Australian Film Institute Awards                     | 1996 | Best Achievement in Direction                             | Floating Life                    | Nominada | [ 32 ] |
| Australian Film Institute Awards                     | 1996 | Mejor Guion Original                                      | Floating Life                    | Nominada | [ 32 ] |
| Locarno Film Festival                                | 1996 | Silver Leopard                                            | Floating Life                    | Ganadora | [ 33 ] |
| Hong Kong Film Awards                                | 1994 | Mejor Dirección                                           | Temptation of a Monk             | Nominada | [ 34 ] |
| Festival Internacional de Cine de Mujeres de Créteil | 1994 | Grand Prix                                                | Temptation of a Monk             | Ganadora | [ 35 ] |
| Venice Film Festival                                 | 1993 | León de Oro                                               | Temptation of a Monk             | Nominada | [ 36 ] |
| Taipei Golden Horse Awards                           | 1993 | Mejor Dirección                                           | Autumn Moon                      | Nominada | [ 37 ] |
| Locarno Film Festival                                | 1992 | Golden Leopard                                            | Autumn Moon                      | Ganadora | [ 38 ] |
| Locarno Film Festival                                | 1992 | Youth Jury "The environment is the quality of life" Prize | Autumn Moon                      | Ganadora | [ 38 ] |
| Locarno Film Festival                                | 1992 | CICAE Jury Prize                                          | Autumn Moon                      | Ganadora | [ 38 ] |
| Hong Kong Film Awards                                | 1991 | Mejor Dirección                                           | Farewell China                   | Nominada | [ 39 ] |
| Taipei Golden Horse Awards                           | 1990 | Mejor Dirección                                           | Farewell China                   | Nominada | [ 40 ] |
| Chicago International Film Festival                  | 1985 | Silver Plaque                                             | They Say the Moon Is Fuller Here | Ganadora | [ 41 ] |